# 纳戈尔内区
纳戈尔内区（俄語：Нагорный район）是莫斯科南行政区的一区，面积5.42平方公里，人口77,073人。切尔塔诺沃站、华沙站、纳戈尔内站、纳加季诺站、上科特雷站和克里米亚站位于此区内。